# Riley 2.6
Der 2.6 war ein Pkw von Riley.

## Beschreibung
Das Modell ersetzte den Pathfinder als größtes Limousinen-Modell der Firma. Der 2.6 war eine vereinfachte Ausführung seines Vorgängers Pathfinder, er hatte statt dessen "Big Four" - Motor den Sechszylinder-Reihenmotor der BMC-C-Serie mit 2639 cm³ Hubraum und 101 bhp (75 kW), der dem Wagen eine Höchstgeschwindigkeit von 149 km/h und somit 12 km/h weniger als dem Pathfinder verlieh, des Weiteren hatte er eine einfachere und somit günstigere Hinterachse.
Der Riley 2.6 war ein wirtschaftlicher Fehlgriff und wurde im Mai 1959 vom Markt genommen, es war das letzte Sechszylindermodell der Marke.